# Гамбурзька марка
Гамбурзька марка (нім. Hamburg Mark) — грошова одиниця Вільного та ганзейського міста Гамбург, яка бере початок свого карбування з 1325 року. До монетних реформ 1871-1873 років еталоном для визначення ваги чи вмісту щирого срібла слугували класична, курант- та любецька марки. У 1921-1924 роках у період гіперінфляції виготовлялися останні металеві та паперові власні марки Гамбурга у вигляді токенів та нотгельдів.

## Історія

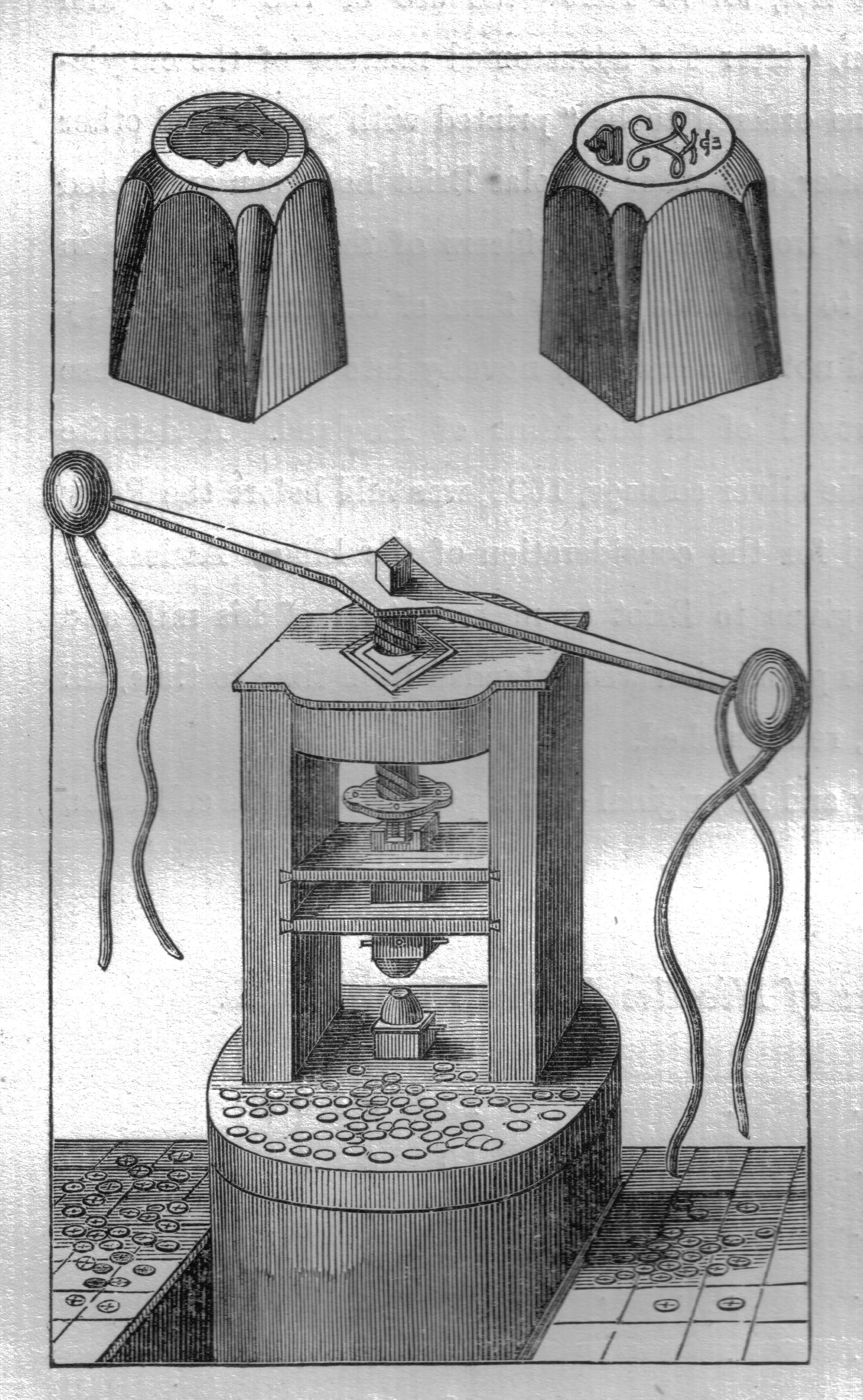
Прес для карбування монет у Середньовіччя

У 834 році Гамбург став карбувати перші монети. У 1189 році монетний двір отримав подяку від імператора Священної Римської імперії Фрідріха І Барбаросси за карбування монет належної якості (тобто монети, які містили в собі відповідну номіналу кількість срібла, що в Середньовіччі було нечастим явищем). У 1255 році Гамбург починає спільне карбування монет з Любеком з 34 футів на марку срібла. У 1325 році графи Гольштейни продають Гамбургу штемпель з правом на карбування власних монет.. З 1373 року Гамбург приєднався до Вендського монетного союзу і став карбувати монети встановленого союзом зразка. У 1389 році Гамбург придбав право карбувати власні монети, а не загальноімперські. Типовими монетами стали «віттени».
У 1435 році імператор Священної Римської імперії Сигізмунд І дарував право карбувати на монетному дворі Гамбурга золоті гульдени. У 1475 році його наступник Фрідріх III підтвердив дане право із дозволом на карбування золотих дукатів.
У 1502 році імператор Карл V почав втручатися у справи держав Вендського монетного союзу. У 1524 році срібні марки були замінені на талери. З 1553 року в Гамбурзі почали виготовляти талери та португалези.
З 1613 року Гамбург отримує статус Вільного ганзейського міста з правом карбування власних монет.. У 1619 році був заснований Банк Гамбурга (який у XVIII столітті отримав назву Першого жиробанку Німеччини), який працював з внутрішньою валютою розрахунків. Обчислювальним терміном для всіх валют стала банківська марка. У 1694 році Гамбург карбує монети номіналами в ½, 1 та 2 марки. З 1725 року Гамбург починає знову карбувати європейські монети, які діяли за Курантною грошовою системою (нім. Kurantgeldwährung), в основному карбуючи райхсталери. У 1809 році монетний майстер Ханс Шайрвер Кнох (1805—1842) викуповує монетний двір у французького уряду, війська якого на той час окупували німецькі землі. І хоча будівля Монетного двору була спустошеною та приладдя було продано на аукціоні, майстру вдалося виготовити монети від імені міста, де марка здебільшого використовувалася як вагова одиниця.

## Монети
У 1694 році карбувалися монети номіналами в ½, 1, 2 марки.

Монета номіналом в ½ марки, 1694 року
Монета номіналом в 1 марку, 1694 року
Монета номіналом в 2 марки, 1694 року
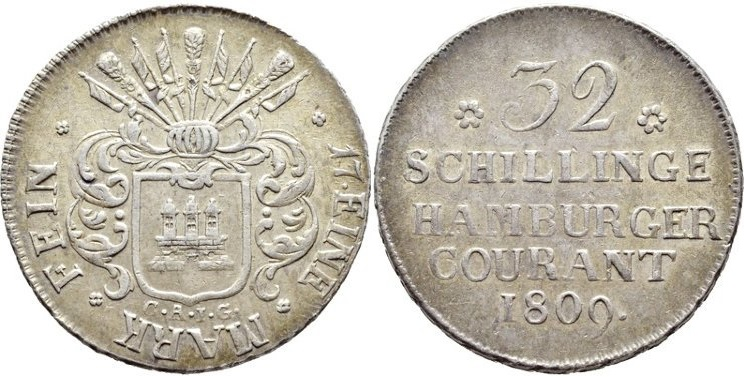
Монета номіналом в 32 шилінги, 1809 року. Надпис на аверсі монети: 1/17 (частина) доброї марки (нім. 17 EINE MARK FAIN). Еталон курант-марки

В Німецькій імперії:
- 1873-1889 — Малий орел на монеті: 2, 5, 10, 20 марок
- 1890-1914 — Великий орел на монеті: 2, 3, 5, 10, 20 марок

| Аверс | Реверс | Номінал                                          | Метал  | Дата                               | Вага, гр | Діаметр, мм | Загальний тираж                        |
| ----- | ------ | ------------------------------------------------ | ------ | ---------------------------------- | -------- | ----------- | -------------------------------------- |
|       |        | 2 марки                                          | Срібло | 1876–1878 1880 1883 1888           | 11,111   | 28          | 4 811 142 98 936 60 446 99 820         |
|       |        | 5 марок                                          | Срібло | 1875–1876 1888                     | 27,777   | 38          | 1 215 661 40 363                       |
|       |        | 5 марок                                          | Золото | 1877                               | 1,991    | 17,0        | 441 000                                |
|       |        | 10 марок 10 марок (виготовлена в Ганновері («В») | Золото | 1873                               | 3,982    | 19,5        | 25 000                                 |
|       |        | 10 марок (виготовлена в Ганновері («В»)          | Золото | 1874                               | 3,982    | 19,5        | 50 000                                 |
|       |        | 10 марок                                         | Золото | 1874-1888                          | 3,982    | 19,5        | 1 708 321                              |
|       |        | 20 марок                                         | Золото | 1875-1889                          | 7,962    | 22,5        | 6 239 000                              |
|       |        | 2 марки                                          | Срібло | 1892–1893 1896 1898–1908 1911–1914 | 11,111   | 28          | 286 775 286 434 7 329 908 715 833      |
|       |        | 3 марки                                          | Срібло | 1908–1914                          | 16,67    | 33          | 4 654 966                              |
|       |        | 5 марок                                          | Срібло | 1891 1893–1896 1898–1908 1913      | 27,78    | 38          | 59 409 234 400 2 585 475 326 800       |
|       |        | 10 марок                                         | Золото | 1890 1893 1896 1898 1900-1913      | 3,98     | 19,5        | 245 000 246 400 344 000 1 231 398      |
|       |        | 20 марок                                         | Золото | 1893-1895 1897 1899-1900 1908 1913 | 7,98     | 22,5        | 1 817 000 500 000 1 503 000 14 491 133 |

## Виготовлення монет Гамбурга після реформ 1871 та 1873 років
У 1873 році за рішенням громадян був побудований новий монетний двір згідно із законодавством Німецької імперії. У 1873-1874 роках в Ганновері були виготовлені золоті 10-марочні монети для Гамбурга. У 1875 році запрацював новий монетний двір, який отримав дев'яту літеру латинського алфавіту «J». Ця літера позначається на грошових знаках і в нинішній час. Згідно з новими реформами загальноімперські монети від найменшого номіналу до двох марок карбувалися лише із позначкою монетного двору на них. З 1875 року монети номіналами в 2, 5, 10 та 20 марок карбувалися з гербом міста. У 1908 в обігу з'явилася монета номіналом в 3 марки, замінивши союзний талер. На початку Першої світової війни Гамбург припинив карбування монет від імені міста. Виробництво власних заготовок завершилося на виготовленні 5-марочної монети. Після поразки Німеччини в Першій світовій війні Гамбурзький монетний двір припинив карбування власних монет, і лише на загальнонімецьких монетах, до введення в обіг євро, використовувався штемпель з відміткою монетного двору. В наші часи відмітка монетного двору Гамбурга карбується на обігових, пам'ятних та інвестиційних монетах євро, крім того, Гамбург має контракти з неєвропейськими державами на виготовлення їхніх валют.

## Нотгельди та токени Гамбурга
Зріст гіперінфляції в повоєнний та післявоєнний періоди через дефіцит дрібних, а згодом і великономінальних грошових знаків, сприяв появі великих обсягів місцевих нотгельдів та токенів. Вартість коштовних металів швидко зростала, а через брак робочих рук значно скоротилося карбування грошей на монетних дворах. Довоєнна валюта швидко поосідала у скринях населення, мідні та нікелеві монети в більшій кількості йшли на переплавлення з яких виготовляли продукцію та зброю для військових. Влада більшості німецьких держав намагалися обмежити, або навіть заборонити випуски «надзвичайних» грошей, натомість вимагаючи еквівалентні депозити реальними грошима. Але в більшості випадках ігнорувалися місцеві випуски нотгельдів. У 1919-1921 роках почали випускатися бони великих номіналів від 1 марки і далі, названими «Гросгельдами» (нім. Grossgeld). Усього таких «купюр» надрукували приблизно 5 тисяч у 579 містах. У 1923 і 1924 роках налічувалося 3660 різновидів нотгельд від 562 емітентів. Більш неофіційні випуски називалися міфічними, або фальшивими. Найчастіше такі нотгельди зустрічалися у Гамбурзі. Сучасні колекціонери не особливо переймаються питанням, які з нотгельдів були «міфічними» та випускалися здебільшого для колекціонерів, а які випускалися на законних підставах. Багато міст та їхні місцеві установи, керовані жадобою легкої наживи, випускали нотгельди спеціально для колекцій в обхід законодавчих правил. Найбільш відомим зловживанням були:
- а) перевищення обсягу випуску;
- б) порушення термінів викупу;
- в) масовий випуск нотгельд дрібними підприємцями;

У північно-західній частині Гамбурга фантастичні нотгельди виготовлялися 40-ма громадами, у Мекленбурзі 70-ма громадами. Фактично на всіх купюрах були зображені малюнки художників на теми Мекленбурзького письменника Фріца Рейтера (1810—1874), який описував побут місцевих селищ. Найневдалішою ідеєю з історії нотгельдів стала Гамбурзька уявна «Гольдмарка» (нім. Goldmark), яка за колишнім курсом 1914 року прирівнювалася до долара. За тим курсом 42/10 марки = 1 долару. Але, незважаючи на свою назву, ця марка ніколи не була забезпечена справжнім золотом.
- Металеві токени: 1/100, 5/100, 1/10 марки, 1923 рік;
- Металеві нотгельди: 200.000, ½ мільйони марок. 1923 рік;
- Паперові нотгельди (найпоширеніші):
  - Harburg: 50 пфенігів, 1921;
  - Altralschtadt: 2 марки, 1922 рік;
  - Hugo Stinnes Linien: 1.000.000, 5.000.000, 10.000.000 марок, 1923 рік;
  - Hamburg: 20, 25, 50 пфенігів, випуск 1920 року; 25, 50, 75 пфенігів, 1, 2 марки, випуск 1921 року; 1, 10, 25, 500 марок, випуск 1922 року; 1.000.000, 5.000.000, 10.000.000, 50.000.000, 100.000.000, 1.000.000.000, 5.000.000.000, 10.000.000.000 марок, випуск 1923 року;

Токен номіналом в 1/100 марки, 1923 року. Тираж — 9.128.000. Діаметр — 20, 5 мм. Метал — алюміній
Токен номіналом в 5/100 марки, 1923 року. Тираж — 8.100.000. Діаметр — 23 мм. Метал — алюміній
Токен номіналом в 1/10 марки, 1923 року. Тираж — 8.600.000. Діаметр — 26,5 мм. Метал — алюміній
Нотгельд номіналом в ½ мільйонів марок, серпень 1923 року. Діаметр — 28 мм. Вага — 2, 0 гр. Метал — алюміній
Нотгельд номіналом в 40 пфенігів, 1920. Матеріал — порцеляна
Нотгельд номіналом в 1 марку, 1921 року
Нотгельд номіналом в 1,05 голдмарок/¼ долари, листопад 1923 року